# دروینگا
دروینگا (به لهستانی:  Drwinia) یک روستا در لهستان است که در گمینا دروینگا واقع شده‌است.